# Nitidocolpus
Nitidocolpus (лат.) — род жуков-стафилинид из подсемейства Staphylininae. Неотропика. Около 10 видов.

## Этимология
Название рода Nitidocolpus происходит от латинских слов «nitidus» и «colpus», которые означают «блестящий» и «удар» соответственно. Название связано с большой чёткостью, с которой видны пунктуры на голове и переднеспинке.

## Распространение
Неотропика: Мексиканская переходная зона, Центральная Америка и север Южной Америки.

## Описание
Коротконадкрылые жуки. Длина тела 4,5—10 мм. Окраска буровато-чёрная. Супраантеннальные точки и параокулярные точки отсутствуют; переднеспинка без парного дорсального ряда сетчатых макропунктур; мезанаплевральные швы поперечные или почти поперечные, но достигают внешней части препекта; мезобазистернальный интеркоксальный отросток с V-образным выступом медиально; метатрохантеры с вершинным шипом.

## Экология
Представители этого рода были собраны в различных микроместообитаниях, включая грибы (например, Вёшенка, Pleurotus spp.), под разлагающимися брёвнами, под корой и в листовой подстилке в облачных, дубовых и сосновых лесах. Их также часто отлавливают с помощью ловушек. Кроме того, некоторые виды связаны с соцветиями растений из семейств Пальмовые, Берёзовые и Heliconiaceae.

## Систематика
Около 10 видов. Род был выделен в 2024 году в ходе ревизии крупного подсемейства Staphylininae для видов, которые были ранее описаны, но ошибочно помещены в высокополифилетичную «таксономическую мусорную корзину» рода Quedius (Quediina).
- Nitidocolpus aurofasciatus (Bernhauer, 1917) (ex. Quedius)
- Nitidocolpus championi (Sharp, 1884) (ex. Quedius)
- Nitidocolpus columbinus (Bernhauer, 1917) (ex. Quedius)
- Nitidocolpus germaini (Bernhauer, 1917) (ex. Quedius)
- Nitidocolpus illatus (Sharp, 1884) (ex. Quedius)
- Nitidocolpus laeticulus (Sharp, 1884) (ex. Quedius)
- Nitidocolpus triangulum (Fauvel, 1891) (ex. Quedius)